# Ристевский, Кире
Кире Ристевский (макед. Кире Ристевски; род. 22 октября 1990 года, Битола, Македония) — македонский футболист, защитник клуба «Пюник» и сборной Северной Македонии.

## Клубная карьера
Ристевский — воспитанник клуба «Пелистер». В 2008 году он дебютировал в чемпионате Македонии. В 2010 году Кире перешёл в албанский «Эльбасани». 22 августа в матче против «Тираны» он дебютировал в албанской Суперлиге. В этом же поединке Ристевский забил свой первый гол за «Эльбасани». В начале 2011 года присоединился к «Бюлису». 29 января в матче против «Скендербеу» он дебютировал за новый клуб. 5 ноября в поединке против «Влазнии» Ристевский забил свой первый гол за «Бюлис».
В начале 2014 года Ристевский перешёл в болгарскую «Славию». 22 февраля в матче против «Левски» он дебютировал в чемпионате Болгарии. В этом же поединке Кире забил свой первый гол за «Славию».
В начале 2015 года Ристевский вернулся в Албанию, став игроком клуба «Тирана». 8 февраля в матче против «Влазнии» он дебютировал за новую команду. Летом Кире вернулся на родину, присоединившись к «Работничкам». 10 августа в матче против «Брегалницы» из Штипа он дебютировал за новый клуб. В начале 2016 года Ристевский подписал контракт с венгерским «Вашашем». 20 февраля в матче против «Халадаша» он дебютировал в чемпионате Венгрии. В поединке против «Мезёкёвешда» забил свой первый гол за «Вашаш».

## Карьера в сборной
3 июня 2013 года в товарищеском матче против сборной Швеции Ристевский дебютировал за сборную Македонии.